# Oddělení portugalistiky Filozofické fakulty Univerzity Karlovy

Portugalská vlajka

Oddělení portugalistiky Filozofické fakulty Univerzity Karlovy je akademickým pracovištěm, jedním z oddělení v rámci Ústavu románských studií Filozofické fakulty Univerzity Karlovy. Věnuje se vzdělávání a výzkumu v oblastech, kde je portugalština úředním jazykem, tedy se specializuje nejen na Portugalsko, ale také na další země s portugalským koloniálním dědictvím jako jsou (Brazílie, Angola, Mosambik, Východní Timor, Goa (stát v rámci Indie). Jedná se o země tzv. země lusofonie.

## Historie
Zájem o studium portugalského jazyka v Praze se objevil již v dobách existence Rakousko-Uherska. Tehdy se na půdě Univerzity Karlovy objevilo několik kurzů tohoto jazyka, které byly organizovány víceméně z osobního zájmu a bez jakékoliv institucionalizace.

### Počátky
V roce 1877 se do Prahy přestěhoval švýcarský překladatel do portugalštiny Jules Cornu, který byl členem Portugalské vzdělané společnosti, zemi několikrát navštívil a v němčině sepsal portugalskou gramatiku. Po nějaké době se přestěhoval do Štýrského Hradce (Grazu) a tam dále vyučoval románské jazyky. Nevěnoval se pouze portugalskému jazyku ale i dalším jazykům z románské jazykové skupiny.
Po vzniku Československa inicioval vznik portugalských kurzů v rámci Univerzity Karlovy Jaroslav Cechl, který studoval v portugalské Coimbře. Tyto kurzy probíhaly zprvu souvisle, později kvůli špatnému zdravotnímu stavu lektora nahodile až do uzavření českých vysokých škol v předvečer druhé světové války.
Po druhé světové válce se rozvoji této oblasti věnovali další lidé, ač studium portugalského jazyka bylo v rámci jazyků románských vždy ve stínu francouzštiny jako tehdy značně dominujícího světového jazyka. Vedoucím Katedry romanistiky se stal Jan Otokar Fischer, jehož specializací byla sice francouzská literatura období realismu a její marxistická interpretace, organizoval ale V 50.letech i kurzy portugalštiny dokud nebyl obor akreditován. Sám Fischer pojal jednotlivé kurzy méně eurocentricky a rozšířil povědomí o portugalistice i o Brazílii a dalších zemích, kde se tímto jazykem hovoří. Sám přeložil také řadu publikací, které vyšly v portugalském jazyce.

### Vznik oboru
V letech 1957 až 1962 byla portugalština otevřena jako samostatný obor, nicméně se jednalo o obor okrajový, který studovalo jen několik málo lidí. Výuka portugalštiny a portugalských reálií byla v této době přirozeně problematickou oblastí vzhledem k tomu, že samotné Portugalsko nepatřilo do Východního bloku a další země (např. i africké), které jsou portugalsky mluvící byly ještě kolonií samostatného Portugalska. Proto přirozeně neexistoval zájem věnovat se soustavněji této oblasti. Obor proto v roce 1961 na FFUK zanikl, roku 1965 byl opět obnoven, zejména díky Zdeněk Hampl, který se jako první roku 1965 v oboru habilitoval a v letech 1966–1983 pracoval jako docent na Katedře romanistiky Filozofické fakulty Univerzity Karlovy, založil portugalistiku jako obor a svým výzkumem i publikacemi se výrazně podílel na jeho rozvoji.
Relativně nízký zájem nastavil téměř neomezená vstupní kritéria, a tak obor studovali do značné míry i studenti, kteří neuspěli na francouzských studiích apod. Nebo si portugalistiku zvolili jako druhý obor ke španělštině. Obtížná politická situace a špatné vztahy ČSSR s Brazílií a Portugalskem navíc studentům neumožňovaly vycestovat do zahraničí. Krátkou výjimku představovalo politické uvolnění okolo pražského jara. Studijní obor získal na přelomu 60. a 70. let strukturu obdobnou jako měly ostatní obory v rámci romanistiky na FFUK.

### 70.–90.léta 20. století
V 70. letech 20. století se jednalo již o etablovaný obor, kde vyučoval především výše zmíněný Zdeněk Hampl. Sestavil i první učebnice portugalštiny pro české studenty. I přes nesnadnou politickou situaci ale nepodléhalo studium tohoto jazyka a portugalských reálií takovému politickému dohledu, jak tomu bylo v případě jiných jazyků (především západoevropských, resp. světových jazyků a tamních teritorií). Po nějakou dobu byla dominantní variantou jazyka používanou na pražské portugalistice, brazilská portugalština. Po karafiátové revoluci v roce 1974 došlo v tomto směru ke změně na portugalštinu evropskou. Omezený kontakt s rodilými mluvčími pomáhaly překlenout většinou kontakty s portugalskými nebo brazilskými emigranty, kteří žili v Praze. Do značné míry se jednalo o portugalské komunisty, kteří uprchli před Salazarovým režimem, jako např. Cândida Venturová.
Zvýšený významu oboru, který stál v rámci romanistiky ve stínu španělských a francouzských studií přinesl proces dekolonizace, resp. ustanovení Sovětskému svazu přátelských vlád v zemích, jakými jsou Angola a Mosambik.
Od roku 1989 bylo možné na Filozofické fakultě studovat portugalistiku spolu s dalším filologickým oborem. Změna politické situace umožnila studentům pobyt v zahraničí (především v Portugalsku v rámci programu Erasmus) a došlo k obnovení spolupráce mezi Univerzitou Karlovou a dalšími vzdělávacími institucemi v portugalsky mluvících zemích.

### 2000–2024
Portugalistika dále fungovala jako etablovaný obor, který zajišťoval nejprve pětileté magisterské vzdělání, po přechodu třícyklové studium v rámci reakce na Boloňský proces došlo k rozdělení studia na tříleté bakalářské, dvouleté magisterské, plus doktorské studium, které bylo možné v široké oblasti portugalské a brazilské literatury a portugalské lingvistiky.
Osobnosti působící v tomto období na katedře a později oddělení portugalistiky:
- Simona Binková – významná česká historička specializující se na portugalské dějiny a na ibero-amerikanistiku
- Vlasta Dufková – významná překladatelka z portugalštiny a pedagožka, nositelka Ceny Josefa Jungmanna.
- Šárka Grauová – překladatelka, redaktorka a pedagožka[7][8]
- Marie Havlíková – filoložka, překladatelka a pedagožka[9]
- Jan Hricsina – filolog, pedagog[10]
- Jaroslava Jindrová – filoložka, pedagožka, autorka učebnic portugalštiny a Portugalsko-českého slovníku[11]
- Pavla Lidmilová – významná překladatelka a odbornice na portugalskou a brazilskou literaturu
- Joaquim José de Sousa Coelho Ramos – filolog, autor publikace Portugues Institucional e Communitario Institucionální portugalština a portugalština Evropské unie[12]
- Pavel Štěpánek – významný český historik umění specializující se na hispánské a lusofonní umění
- Jaromír Tláskal – významný filolog románských jazyků[13]
- Karolina Válová – pedagožka a specialistka na lusofonní literaturu, od roku 2021 je vedoucí Oddělení portugalistiky[14]
- Lada Weissová – překladatelka, pedagožka[15]

## Současné aktivity a výuka
Vzhledem k charakteru výuky (teritoriální studia) umožňuje toto oddělení svým studentům pobyt v zahraničí v některých z portugalsky mluvících zemí, také uzavřelo různé smlouvy s příslušnými vzdělávacími institucemi uvnitř i mimo EU. Oddělení portugalistiky pořádá různé konference, výstavy nebo jiné akce.
- Mikrocertifikáty – v jejich rámci lze na Oddělení portugalistiky studovat dvouletý kurz Portugalský jazyk a reálie, jenž se skládá z dvouletého kurzu portugalského jazyka a jednoletého kurzu Reálií lusofonních zemí. Výuka probíhá ve spolupráci se Střediskem Ibero-amerických studií Filozofické fakulty Univerzity Karlovy, což je interdisciplinární pracoviště pro výzkum a vzdělávání v oboru iberoamerikanistika.[19][20] Od akademického roku 2024/25 je tento kurz volitelný pro studenty Univerzity Karlovy, od akademického roku 2025/26 je určen i pro širokou veřejnost. Mikrocertifikáty jsou krátké, specializované vzdělávací kurzy nebo moduly, které umožňují účastníkům získat certifikát za prokázání odborných znalostí nebo dovedností v konkrétní oblasti. Tyto certifikáty jsou obvykle menší než tradiční diplomy nebo osvědčení a zaměřují se na specifické, praktické dovednosti, které mohou být okamžitě aplikovány v pracovním prostředí.[21]

- Oddělení úzce spolupracuje s Camões – Portugalským centrem v Praze, které tu vzniklo v roce 2004, a pořádá jak nejrůznější kulturní akce pro širokou veřejnost – koncerty, přednášky, luso-afro-brazilský karneval, tak se i podílí na specializovaných soutěžích jako je Prémio Iberoamericano nebo Cena Pavly Lidmilové[22][23][24]

- Oddělení spolupracuje se Společností českých portugalistů, jež spojuje české portugalisty působící jak v akademickém prostředí, tak v oblastech diplomacie, překladatelství, výuky jazyka, atd. Společnost pořádá nebo spolupořádá odborná kolokvia či specializovanou soutěž Cena Pavly Lidmilové.[25]